# Berwaldhallen

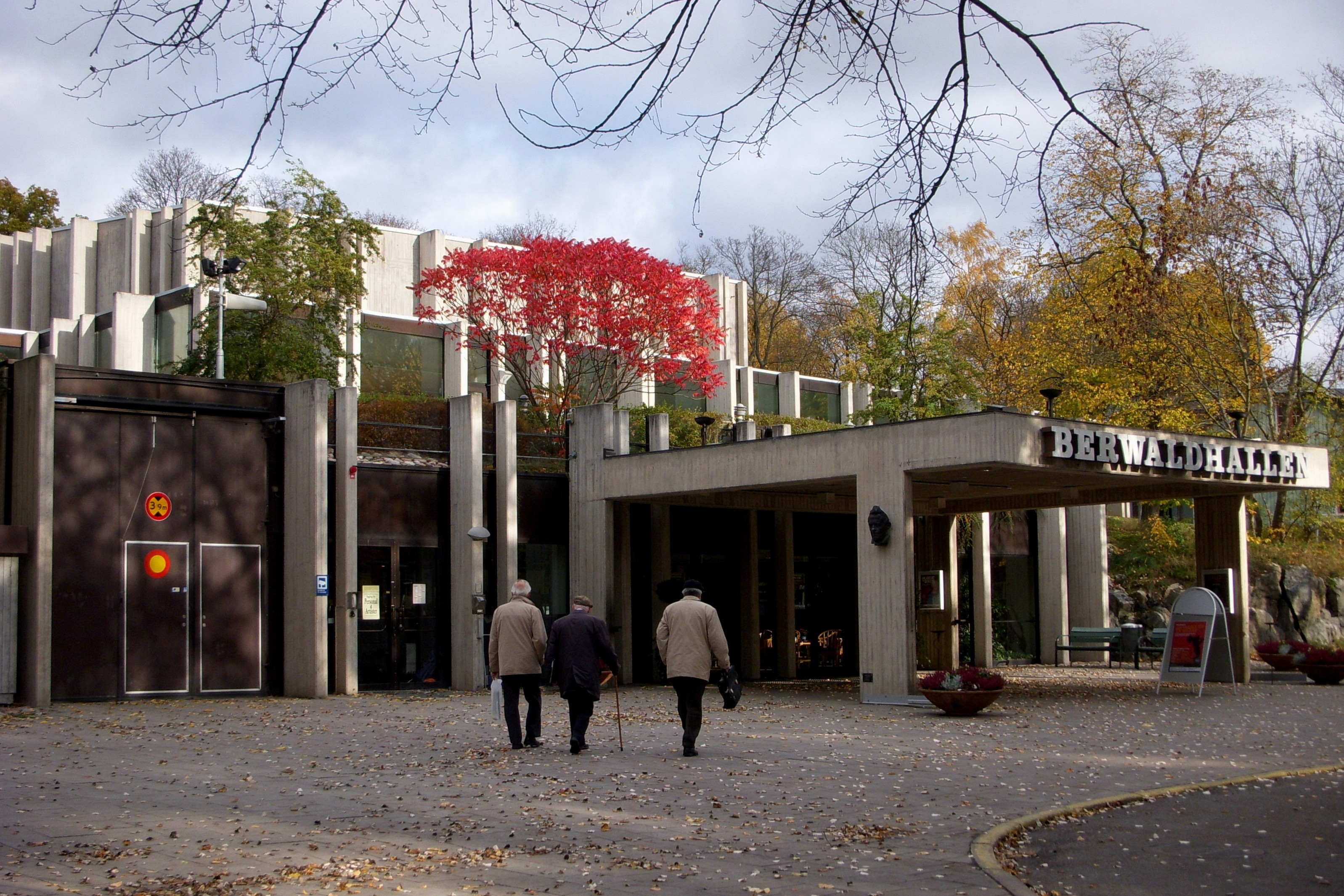
A Sala de Concertos Berwald

Berwaldhallen é uma sala de concertos situada no bairro de Östermalm em Estocolmo, Suécia.
O edifício foi projetado pelos arquitetos Erik Ahnborg e Sune Lindström, e inaugurado em 1979.
Tem forma hexagonal, com espaço para 1302 pessoas.
É utilizada pela Orquestra Sinfónica da Rádio Sueca e pelo Coro da Rádio Sueca.
O nome da sala é uma homenagem a Franz Berwald, um dos maiores compositores suecos do séc. XIX.

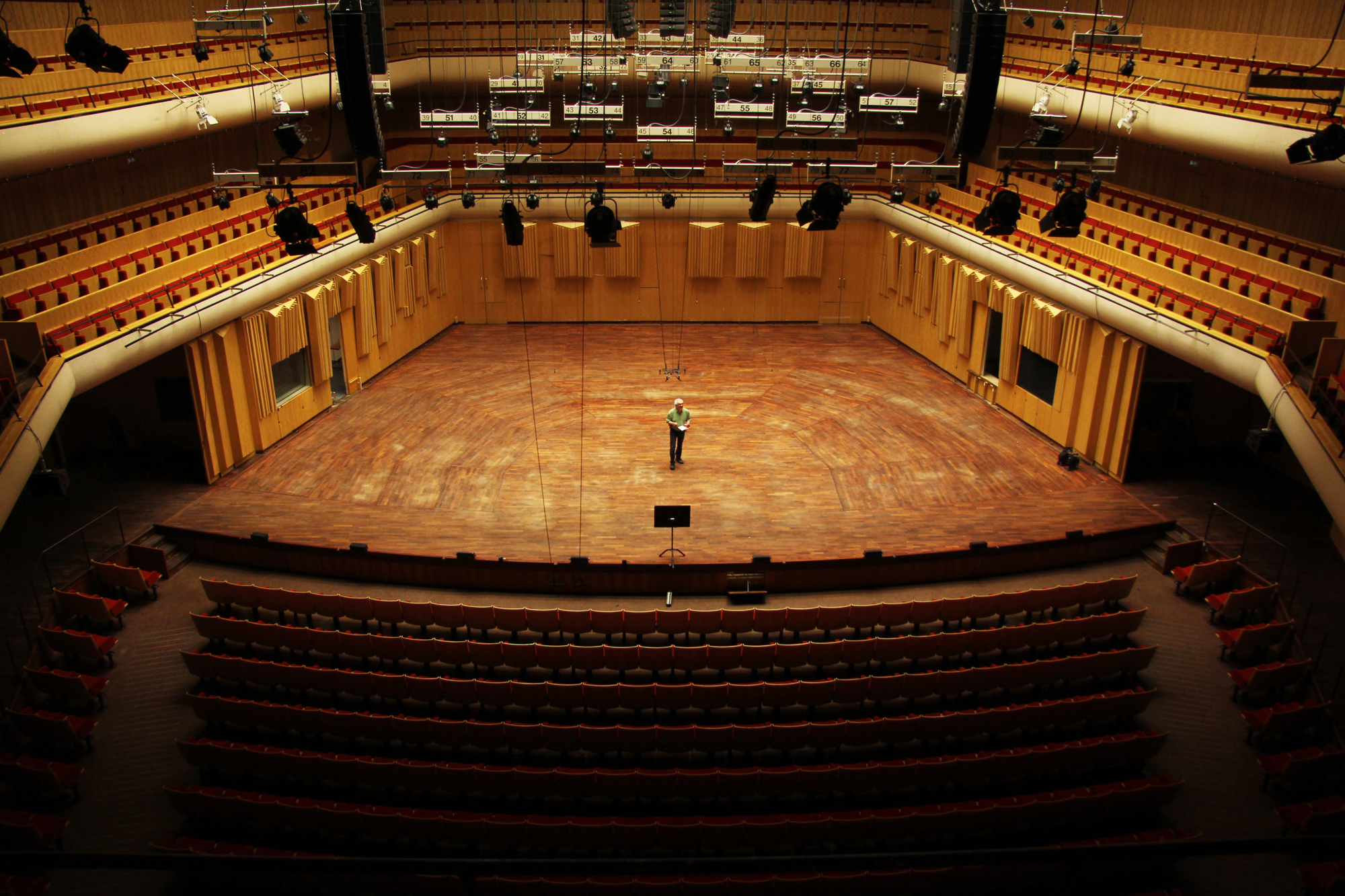
Interior do salão
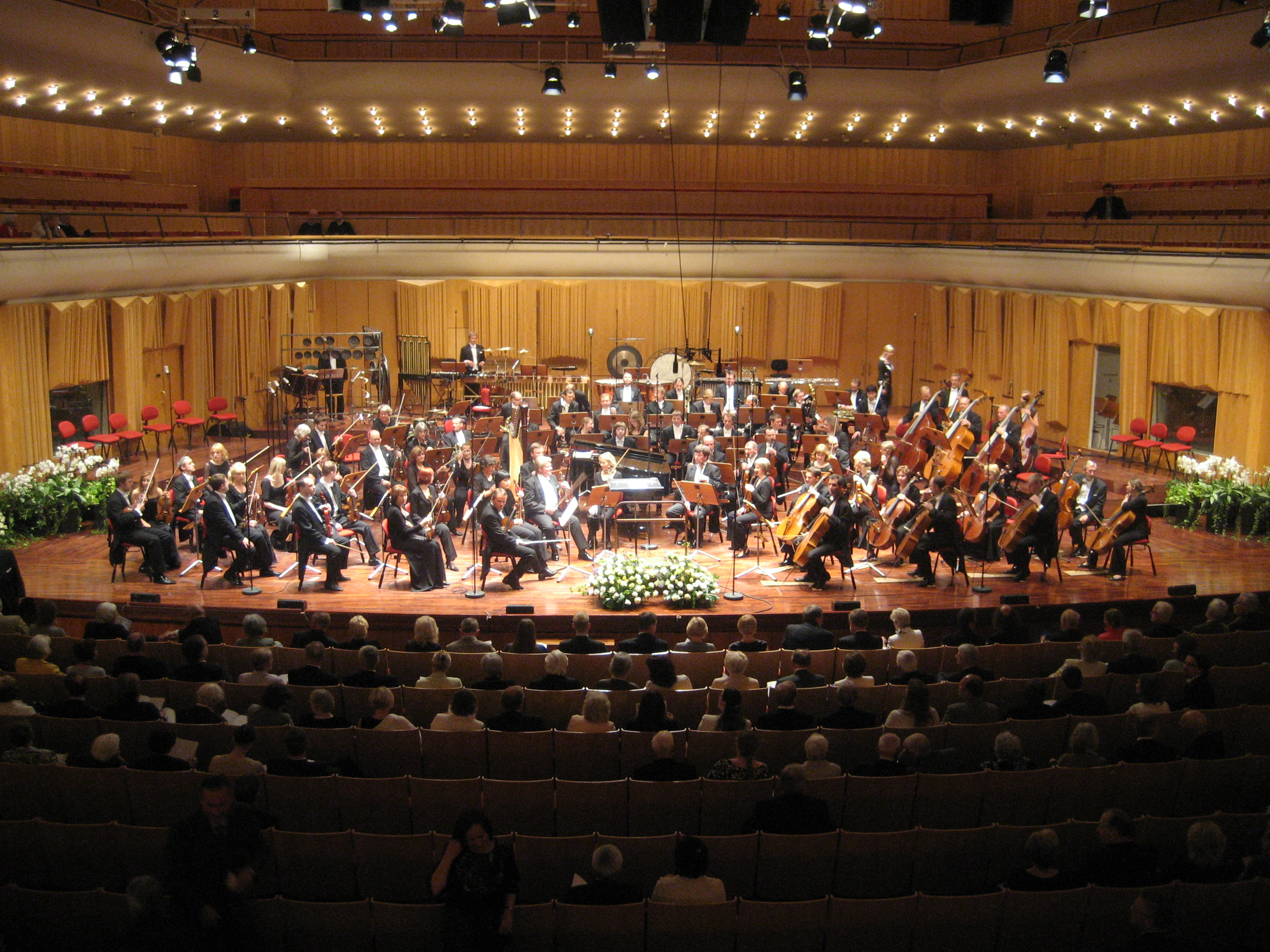
Orquestra Nacional da Estónia